# تيفاروت
تيفاروت (بالألمانية: Täferrot) هي قرية في ولاية بادن فورتمبيرغ الألمانية، في منطقة أسترايس. كانت تسمى في الأصل روت، وسميت أفرنروت (نسبة إلى القديسة أفرا) عام 1298 لتمييزها عن المدن الأخرى التي تحمل نفس الاسم. تم تحول للاسم تيفاروت تدريجيًّا 

## العمدة
انتُخب دانيال فوجت عمدةً جديدًا في كانون الثاني 2015، خليفةً ليوخن رينر، الذي تقلَّد المنصب منذ 16 عامًا.